# Shettles-Methode
Die Shettles-Methode, auch Shettles-Billings-Methode, ist eine Methode zur Beeinflussung des Geschlechts bei der Empfängnis.

## Eigenschaften
Die Spermien mit dem Y-Chromosom sind zwar schneller, aber weniger widerstandsfähig als die Spermien, die X-Chromosom tragen. Zusätzlich ist die saure Umgebung ungünstig für Spermien mit dem Y-Chromosom, dieser Annahme nach ist es leichter, ein Mädchen zu zeugen. Die Shettles-Methode verwendet genau diese beiden Faktoren.
Wenn ein Paar versucht, ein Kind zu zeugen, und dabei die verschiedenen in diesem Buch beschrieben Methoden anwendet, kann dies einen Einfluss auf die Wahrscheinlichkeit haben, einen Jungen oder ein Mädchen zu zeugen. Die Befürworter dieser Methode behaupten, dass ihre Wirksamkeit zwischen 75 % und 90 % schwankt, aber die Experten haben Zweifel, z. B. in einem Artikel aus dem Jahr 1995, „Die Zeit des Geschlechtsverkehrs in Bezug auf die Auswirkungen des Eisprungs auf die Wahrscheinlichkeit der Empfängnis, Austragung der Schwangerschaft und Geschlecht des Kindes“, stellt das The New England Journal of Medicine fest, dass „in der Praxis die Zeit des Geschlechtsverkehrs in Bezug auf den Eisprung keinen Einfluss auf das Geschlecht des Kindes hat“. In der gleichen Zeitschrift, dem New England Journal of Medicine, wurden hingegen bisher weitergehende Forschungen zu diesem Thema durchgeführt (1979), die darauf hinweisen, dass „[unsere] Studien ... zeigen, dass die Befruchtung an verschiedenen Tagen des Menstruationszyklus, sich auf das Geschlecht des Babys auswirkt“. So unterschiedliche Meinungen sogar in der gleichen Zeitschrift zeigen, dass weitere Studien notwendig sind, um zu bestätigen, dass der Zeitpunkt der Empfängnis sich auf die Bestimmung des Geschlechts des Kindes auswirkt.
In einer Veröffentlichung des BMJ aus dem Jahr 2006 wurde ein Versuch unternommen, die Angelegenheit zu klären, „bisher gelang es in den Forschungen nicht, den morphologischen Unterschied zwischen X- und Y-Spermien zu zeigen“ was die Shettles-Methode disqualifizieren würde. Es seien jedoch weitere Studien erforderlich.

## Geschichte
Die Shettles-Methode wurde von Dr. Landrum B. Shettles, einem Pionier auf dem Gebiet der In-vitro-Fertilisation entwickelt. Dr. Shettles erfand diese Methode 1960 und veröffentlichte sie in dem Buch „Wie Sie das Geschlecht Ihres Babys wählen können“, das er mit David Rorvik schrieb. Das Buch wurde erstmals 1971 veröffentlicht und erschien in mehreren Auflagen.